# Balástya vasútállomás
Balástya vasútállomás egy Csongrád-Csanád vármegyei vasútállomás, Balástya településen, a helyi önkormányzat üzemeltetésében. A település belterületének délnyugati széle közelében helyezkedik el, a központtól mintegy másfél kilométer távolságra, az 5422-es út vasúti keresztezésének déli oldalánál.

## Vasútvonalak
Az állomást az alábbi vasútvonalak érintik:
- Cegléd–Szeged-vasútvonal

## Kapcsolódó állomások
A vasútállomáshoz az alábbi állomások vannak a legközelebb:
- Kapitányság megállóhely (Cegléd–Szeged-vasútvonal)
- Őszeszék megállóhely (Cegléd–Szeged-vasútvonal)

## Forgalom
| Járat        | Útvonal | Gyakoriság   |
| ------------ | --- | ------------ |
| személyvonat | Kiskunfélegyháza – Selymes – Petőfiszállás – Petőfiszállási tanyák – Csengele – Kisteleki szőlők – Kistelek – Kapitányság – Balástya – Őszeszék – Vilmaszállás – Szatymaz – Jánosszállás – Kiskundorozsma – Szeged | Napi 4-5 pár |